# Позолочена рибка
«Позолочена рибка» — повість для підлітків відомої польської письменниці Барбари Космовської.
Книжка ввійшла до шкільної програми із зарубіжної літератури за 9-ий клас.

## Нагороди
Перша премія на Літературному конкурсі ім. Астрід Ліндгрен, організованому Фондом ABCXXI — «Уся Польща читає дітям» під патронатом Міністра культури та національної спадщини.
Літературна премія Книга Року 2007, заснована польською філією IBBY (International Board on Books for Young People).

## Сюжет
Батьки Аліції, донедавна «Надзвичайно Розпещеної Одиначки», розлучилися. Аліція, поступово вчиться їх розуміти й спілкуватися з новою татовою дружиною та інакше сприймає постійно зайняту маму. Дівчина уперше закохується, настає час робити власний вибір. Аліція дорослішає й зауважує, що проблеми є у всіх: у батьків, коханого Роберта, подруги Сари… З появою зведеного братика вона перестає бути одиначкою, а його хвороба змушує забути про розпещеність. Тепер на Аліцію чекає випробування: підтримка малого Фридерика та його матері, Міс Літа, яку вона досі не надто любила.

## Видання українською
Барбара Космовська. Позолочена рибка / переклад з польської Божени Антоняк. — Львів: Урбіно, 2012. — 176 с. ISBN 978-966-2647-40-2

## Рецензії
Ольга Цурка. Історія про рибку (23.05.2013) [Архівовано 27 серпня 2017 у Wayback Machine.] / Друг Читача
Ольга Купріян. Барбара Космовська і її Буби [Архівовано 27 серпня 2019 у Wayback Machine.] (8.08.2013) / Читацькі нотатки Христі Нечитайко